# しあわせはどこにある
『しあわせはどこにある』（Hector and the Search for Happiness）は、2014年のイギリスのコメディ映画。
監督はピーター・チェルソム、出演はサイモン・ペグとロザムンド・パイクなど。
フランスの精神科医フランソワ・ルロールの小説『幸福はどこにある 精神科医ヘクトールの旅』を原作としている。

## ストーリー
ロンドンの精神科医ヘクターは完璧な恋人クララと何不自由なく暮らしていたが、患者たちの悩みを聞き続けるうちに「幸せとは何か」との疑問を抱くようになると、その答えを求めて世界中を調査して回ろうと旅に出ることにする。クララとの間に微妙な空気が流れつつも、上海からチベット、アフリカ、ロサンゼルスと旅を続ける中で、ヘクターは様々な人々と出会い、時にはトラブルに見舞われながらも、各地で知った幸せのヒントを手帳に記録していき、遂には自分にとっての幸せとは何かに気付く。

## キャスト
※括弧内は日本語吹替
- ヘクター: サイモン・ペグ（横島亘） - ロンドンの精神科医。
- クララ: ロザムンド・パイク（加藤有生子） - ヘクターの恋人。
- アグネス: トニ・コレット（夏川朋子） - ヘクターの学生時代の恋人。第3子を妊娠中。LA在住。
- エドワード: ステラン・スカルスガルド（野川雅史） - 大金持ちの銀行家。
- ディエゴ: ジャン・レノ（山本格） - アフリカ某国の麻薬王。
- コアマン教授: クリストファー・プラマー（高桑満） - 著名な心理学者。
- マイケル: バリー・アトスマ（英語版） - ヘクターの親友。アフリカの診療所の医師。
- アンジャリ: ヴェロニカ・フェレ

## 作品の評価
Rotten Tomatoesによれば、批評家の一致した見解は「サイモン・ペグは相変わらず魅力的だが、『しあわせはどこにある』はその魅力を過度の感傷主義に溺れさせている。」であり、87件の評論のうち高評価は38%にあたる33件で、平均点は10点満点中4.8点となっている。
Metacriticによれば、28件の評論のうち、高評価は2件、賛否混在は12件、低評価は14件で、平均点は100点満点中29点となっている。